# José Américo de Almeida
José Américo de Almeida   (Areia, 10 de gener de 1887 - João Pessoa, 10 de març de 1980) va ser un polític i escriptor brasiler.
Va desenvolupar la seva vida en forma destacada tant en l'àmbit públic, ostentant diferents càrrecs, com en el privat, amb la seva labor literària. Va ocupar diferents càrrecs governamentals al seu país. Va ser Governador de Paraíba. Secretari d'Interior i Justícia (govern de João Pessoa): Ministre de Transport, Comunicacions i Treballs Públics (1930 a 1934). El 1934 va ser designat ambaixador, encara que no va arribar a prendre càrrec. El 1935 va ser elegit senador, i posteriorment designat Ministre de Comptes Públics. El 1937, sent candidat presidencial, el cop d'estat del 10 de novembre (la instauració de l'autodenominat Estado Novo) va truncar les seves aspiracions. Escriptor preocupat pels temes socials, va publicar diferents obres, destacant A Bagaceira (1928, novel·la); Boqueirao i Coiteiros. Va ser el cinquè ocupant de la butaca 38 de l'Academia Brasileira de Letras, triat el 27 d'octubre de 1966.

## Obres
- Reflexões de uma cabra, 1922
- A Paraíba e seus problemas, 1923
- A Bagaceira, 1928
- O boqueirão, 1935
- Coiteiros, 1935
- Ocasos de sangue, 1954
- Discursos de seu tempo, 1964
- A palavra e o tempo, 1965
- O ano do nego, 1968
- Eu e eles, 1970
- Quarto minguante, 1975
- Antes que me esqueça, 1976
- Sem me rir, sem chorar, 1984